# Koenigsegg Jesko
La Koenigsegg Jesko è un'autovettura sportiva prodotta dalla casa automobilistica svedese Koenigsegg, presentata nel 2019 e prodotta a partire dall'estate 2021.

## Il contesto
La Jesko è stata svelata al Salone di Ginevra 2019 ed è destinata a raccogliere l’eredità della Agera RS. Il nuovo modello di Koenigsegg porta il nome del padre di Christian von Koenigsegg, fondatore dell’azienda scandinava.

## Aerodinamica e design

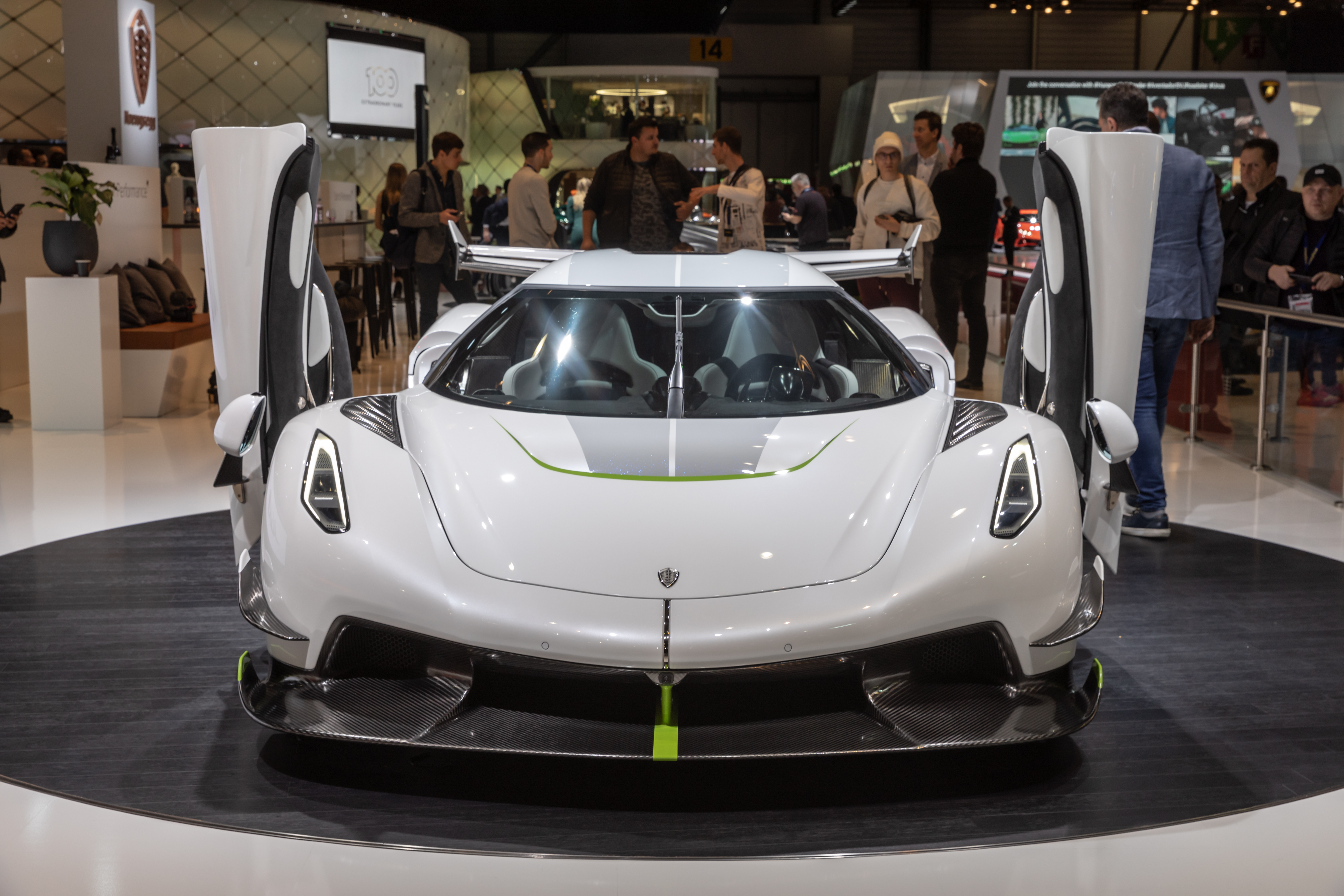
Dettaglio del frontale

Le forme sinuose e curvilinee della Jesko ne sottolineano il legame stilistico con la Agera RS; a caratterizzare la Jesko c'è uno spoiler anteriore molto pronunciato, corredato da appendici aerodinamiche laterali e un'ala posteriore attiva biplano dalla forma "a boomerang" per massimizzare e incrementare il carico aerodinamico e l'aderenza al posteriore, con una soluzione top-mounted, mutuata dalla Koenigsegg One:1 e dalla Regera. Completamente nuovo anche il diffusore posteriore, che insieme con il fondo piatto, contribuisce a creare deportanza.
Il design della carrozzeria e delle appendici sono tutte funzionali all'aerodinamica, con la Jesko che è in grado di generare una spinta a terra di 1000 kg a 275 km/h, il 40% in più della Agera RS, e di 1400 kg alla massima velocità. Grazie alla presenza delle ruote posteriori sterzanti, la Jesko mantiene grande stabilità alle alte velocità e controllo sia in ingresso che in uscita curva. La vettura, costruita su una nuova monoscocca in fibra di carbonio, ha un passo più lungo di 40 mm rispetto alla Agera RS, oltre a risultare più lunga di 40 mm ed è anche più alta. Del tutto nuovo anche lo schema sospensivo, con bracci più lunghi e con la soluzione brevettata chiamata "Triplex", con regolazione completa di compressione ed estensione degli ammortizzatori push-rod forniti dalla Öhlins.
Rispetto alle altre vetture della casa svedese, su questa versione non è possibile riporre il tetto rigido nel baule anteriore, perché all'interno di esso è presente di un condotto d'aria avente duplice funzione di aumento del carico aerodinamico e di raffreddamento dei radiatori. Nuovi sono anche i cerchi in fibra di carbonio, realizzati con una tecnica chiamata "Hollow Core System", che li rende i più leggeri.

## Meccanica

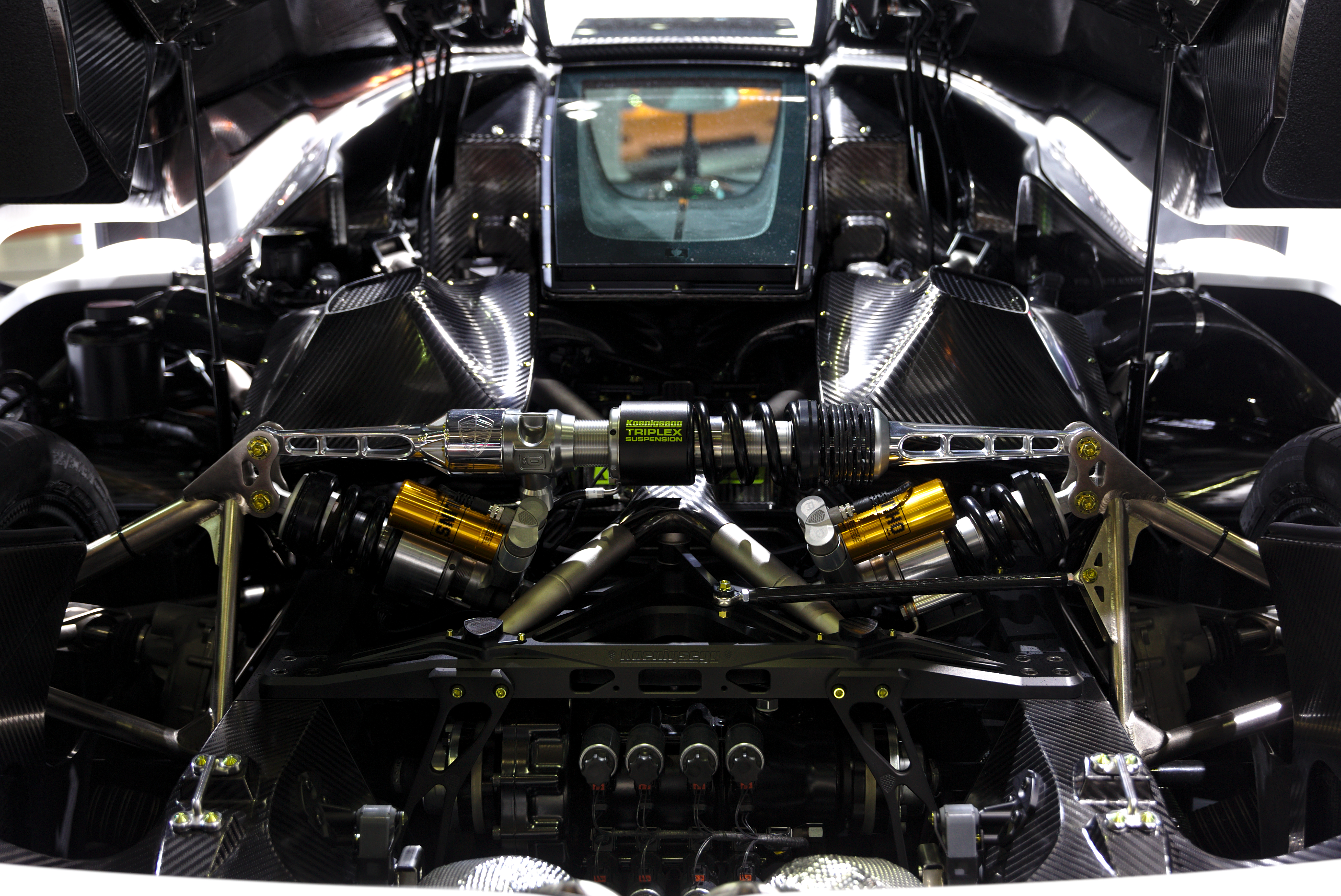
Vista del vano motore posteriore e delle sospensioni

Spinta dal V8 biturbo 5,0 litri prodotto dalla stessa casa svedese, è stato totalmente rivisto nei pistoni, testate, bielle, valvole, albero motore piatto di 180° con una massa di 12,5 kg, genera una potenza di oltre 1600 CV con carburante E85, 1280 con normale benzina 95 ottani. Il regime massimo di rotazione del motore risulta essere più elevato di 250 giri rispetto alla Agera RS, fino a toccare i 8500 giri/min. Il nuovo propulsore, omologato secondo le ultime normative in materia di emissioni sino al 2026, si avvale di un innovativo sistema per limitare il ritardo di risposta delle due turbine: la vettura utilizza un sistema di induzione forzata di aria compressa che è stoccata in una tanica in fibra di carbonio di 20 litri a 20 bar di pressione, per mantenere i due turbo gruppi sempre nell'intervallo di rotazione ottimale.
Un'altra innovazione tecnica che debutta sulla Jesko è il nuovo cambio Light Speed Transmission (LST). Si tratta di una trasmissione a 9 marce sviluppata internamente dall'azienda svedese, che dispone di 7 frizioni azionate da solenoidi interni al cambio (in cui è integrato anche un differenziale elettronico a slittamento limitato derivato dalla Agera), consentendo cambi di marcia molto più rapidi rispetto ad un doppia frizione: si può passare dalla settima alla quarta in maniera diretta, senza la necessità di scalare passando da sesta e quinta come avviene di solito sulle altre trasmissioni. Questo permette di ridurre i tempi nelle cambiate. Inoltre il cambio LST ha un peso di 90 kg, circa 30 in meno di rispetto a una trasmissione a doppia frizione, con anche ingombri minori. Il nuovo cambio è gestibile manualmente, con leva nel tunnel centrale o con i paddles al volante, oppure in automatico affidandosi all'elettronica.

## Jesko Absolut
Inizialmente prevista per essere presentata al salone di Ginevra 2020, poi cancellato a causa della pandemia di COVID-19, la Jesko Absolut, versione più performante della Jesko, è stata poi svelata attraverso un evento online nei primi giorni di marzo.
Attraverso una rivisitazione del design del frontale e una nuova aerodinamica al posteriore, oltre all'eliminazione dell'ala e all'aggiunta di pinne verticali per dare stabilità alle alte velocità, si è potuto raggiungere un CX pari a 0,278 Cd, con un carico aerodinamico ridotto a 150 kg.